# Episodi di Bonekickers - I segreti del tempo
La prima e unica stagione della serie televisiva Bonekickers - I segreti del tempo, composta da 6 episodi, viene trasmessa in prima visione sul canale britannico BBC One dall'8 luglio 2008 al 12 agosto 2008. In Italia, è stata trasmessa in prima TV su Fox Life dal 30 dicembre 2009 al 1º gennaio 2010 e in chiaro su Rai 2 dal 12 giugno 2010.
| nº | Titolo originale           | Titolo italiano        | Prima TV USA   | Prima TV Italia  |
| -- | -------------------------- | ---------------------- | -------------- | ---------------- |
| 1  | Army of God                | La reliquia            | 8 luglio 2008  | 30 dicembre 2009 |
| 2  | Warriors                   | Guerrieri              | 15 luglio 2008 | 30 dicembre 2009 |
| 3  | The Eternal Fire           | La fiamma eterna       | 22 luglio 2008 | 31 dicembre 2009 |
| 4  | The Cradle of Civilisation | La culla della civiltà | 29 luglio 2008 | 31 dicembre 2009 |
| 5  | The Lines of War           | Le linee del fronte    | 5 agosto 2008  | 1º gennaio 2010  |
| 6  | Follow the Gleam           | Segui il bagliore      | 12 agosto 2008 | 1º gennaio 2010  |